# الإبادة الجماعية في غواتيمالا
تشير الإبادة الجماعيّة في غواتيمالا، أو الهولوكوست الصامت، إلى مذبحة المدنيين في مايا خلال عمليّات مكافحة التمرّد التابعة للحكومة العسكريّة في غواتيمالا. كانت المذابح والاختفاء القسري والتعذيب والإعدام بدون محاكمة للمقاتلين –وخاصةً المتعاونين المدنيين مع قوات الأمن المدعومة من الولايات المتحدة الأمريكية- واسعة الانتشار منذ عام 1965، وكانت السياسة العسكريّة طويلة الأمد، وهذا ما كان المسؤولون الأمريكيون على علم به.
ناقش تقرير صادر عام 1984 بأنّه «تم قتل الآلاف من قبل حكومة عسكريّة تحافظ على سلطتها باستعمال الإرهاب». وصفت منظمّة حقوق الإنسان تلك الأفعال بأنها «أعمال قاسية للغاية» من جانب القوّات المسلّحة، ومعظمها ضد المدنيين العزّل.
ووصل القمع إلى مستويات الإبادة الجماعية في المقاطعات الشماليّة التي يغلب على سكانها السكان الأصليون. هناك، نظر الجيش الغواتيماليّ إلى شعوب المايا –التي ينظر إليها تقليديّاً على أنها دون البشر- باعتبارها تقف إلى جانب التمرّد وبدأت حملة من عمليّات القتل الجماعي وإخفاء الفلاحين من شعوب المايا. في حين أن مذابح الفلاحين الأصليين حدثت في وقت سابق من الحرب، بدأ الاستخدام المنظّم للإرهاب ضد السكّان الأصليّين نحو عام 1975 وبلغ ذروته خلال النصف الأوّل من الثمانينات.
نفّذ الجيش626 مجزرة ضد المايا أثناء النزاع، وقد اعترف الجيش الغواتيماليّ بنفسه بتدمير 440 قرية من قرى المايا بين عامي 1981 و1983، خلال المرحلة الأكثر حدّة من القمع. في بعض البلديّات مثل رابينال ونيباج، تمّ إخلاء أو تدمير ثلث القرى على الأقل. كشفت دراسة أجرتها شعبة الأحداث في المحكمة العليا في آذار 1985 أن أكثر من 200.000 طفل قد فقدوا أحد الوالدين على الأقل في عمليّات القتل، والذين فقد 25% منهم منذ عام 1980، مما يعني أنه ما بين 45.000 و60.000 من الغواتيماليين البالغين لقيوا حتفهم خلال الفترة ما بين 1980 و 1985. ولا يفسّر ذلك حقيقة أن الأطفال غالباً ما أصبحوا هدفاً لعمليّات القتل الجماعي من قبل الجيش في أحداث مثل مذابح ريو نيغرو. وقد تمّ توجيه الاتّهام إلى الديكتاتور العسكريّ السابق الجنرال إيفرين ريوس مونت (1982-1983) لدوره في أشدّ مراحل الإبادة الجماعيّة.
قتل ما يقدّر ب200.000 غواتيماليّ خلال الحرب الأهليّة في غواتيمالا بما في ذلك ما لا يقل عن 4000 شخص «اختفوا». نفّذت القوّات الحكومية 93% من عمليّات الإعدام المدنيّة. تم توثيق 42275 حالة فرديّة من حالات القتل و«الاختفاء» من قبل لجنة التوضيح التاريخي، وتبيّن أن 83% من الحالات كانوا أفراداً من شعوب المايا، و17% منهم كانوا من اللادينو[1]. وخلصت اللجنة برعاية الأمم المتّحدة في عام 1999 إلى أنّ الإبادة الجماعيّة وقعت على أيدي الجيش الغواتيماليّ المدعوم من الولايات المتّحدة الأمريكيّة، وأنّ التدريب الأمريكي على فرق الضبّاط حول أساليب مكافحة التمرّد «كان له تأثير كبير على انتهاكات حقوق الإنسان أثناء النزاع المسلّح والمواجهة.»

## الملاحقات القضائيّة والإدانات
في عام 1999، حكم على القائد شبه العسكريّ كانديدو نورييغا بالسجن لمدّة 50 عاماً لدوره في مقتل العشرات أثناء توظيفهم من قبل الجيش الغواتيماليّ.
في آب 2009، حكمت محكمة تشيمالتيناغو على فيليبي كوسانيرو -وهو مزارع محلّي كان جزءاً من شبكة الجماعات شبه العسكريّة التي قدّمت معلومات حول اليساريين المشتبه بهم الذين يعيشون في قراهم إلى الجيش خلال حملة مكافحة التمرّد في غواتيمالا- بالسجن لمدّة 150 عاماً لدوره في اختفاء ستّة أفراد من السكّان الأصليين من مجتمع المايا للزراعة على مدى العامين 182 و1984.
لقد كان كوسانيرو أول شخص تتم إدانته بسبب مشاركته في أعمال الاختفاء القسري خلال الحرب الأهليّة. وقد ظهر أمام ثلاث قضاة لمواجهة عقوبته. وحكم عليه بالسجن لمدّة 25 عاماً لكل فرد من ضحاياه، وتمّ تلقّي الحكم من الشعب على أنّه حكم «تاريخي». وقال هيلاريون لوبيز، والد أحد الضحايا: «لم نكن نبحث عن الانتقام ولكن عن الحقيقة والعدالة». دعا كوسانيرو العائلات من أجل إخبارهم بمكان تواجد رفات الضحايا. تمّ تصوير كوسانيرو بعد أن قامت الشرطة بنقله بعد ذلك.
بحاوا آب 2011، حكم على أربعة ضبّاط سابقين من القوّات الخاصّة الغواتيماليّة بالسجن لمدّة 6060 عام لكلّ منهم بسبب تورّطهم في مذبحة دوس إيرز.
في آذار 2011، حكم على جندي سابق هو بيدرو بيمنتل ريوس أيضاً بالسجن لمدّة 6060 عاماً –بعد أن تمّ تسليمه من الولايات المتّحدة الأمريكيّة- لدوره في تلك المذبحة أيضاً.
في آذار 2013، بدأت محاكمة الرئيس السابق والديكتاتور إيفرين ريوس مونت لإبادة ما لا يقل عن 1771 من أعضاء مايا إيكسيلز. تمّ استخدام اللقطات المأخوذة من الفيلم الوثائقي لـ«باميلا بيتس» عام 1983 «عندما ترتعش الجبال» -عن الحرب بين الجيش الغواتيمالي والسكّان الأصليين في غواتيمالا- كدليل شرعيّ في قضيّة الإبادة الجماعيّة ضد إيفرين ريوس مونت. في 10 أيار 2013، أدين ريوس مونت لدوره في الإبادة الجماعيّة والجرائم ضد الإنسانيّة. حكم عليه بالسجن لمدّة 80 عاماً. وهو أوّل رئيس سابق يتمّ إدانته بالإبادة الجماعيّة من قبل محكمة بلاده. ومع ذلك، بعد عشرة أيام، ألغت المحكمة الدستوريّة لغواتيمالا الحكم.
في 7 تموز 2015، أعلن الديكتاتور السابق ريوس مونت أنّه غير لائق عقليّاً للمحاكمة بسبب ارتكابه جريمة الإبادة الجماعيّة.